# Nimrod-Orogenese

Heutige geographische Karte Antarktikas mit Schelfeis-Gebieten und Randmeeren

Die Nimrod-Orogenese war ein plattentektonisches und orogeneses Ereignis, das sich zwischen 1730 und 1720 mya am seinerzeitigen östlichen Rand Ostantarktikas ereignete. Zusammen mit der zeitnahen Kimban-Orogenese, die an den östlichen Rändern der südaustralischen Gawler- und Terre Adélie-Kratone auftraten, definieren sie die Existenz des Mawson-Kratons.
Diese orogenen Prozesse werden zusammengefasst als Nimrod-Kimban-Orogenese bezeichnet, die mit Subduktion von Lithosphärenplatten und dem Schließen von Ozeanbecken zusammen hingen. Zeitlich fallen sie etwa in die Formierungsspanne des hypothetischen Superkontinents Columbia, der sich ab ca. 2000 mya entwickelte.

## Namensherkunft
Namensgebend für die Nimrod-Orogenese ist die Nimrod Group innerhalb der Miller Range, in der seltene Ausbisse des ostantarktischen Grundgebirges zu Tage treten. Die Nimrod Group bildet einen heterogenen metamorph überprägten Komplex, in dem bis zu 3100 mya alte Gesteine enthalten sind.

## Geodynamische Prozesse

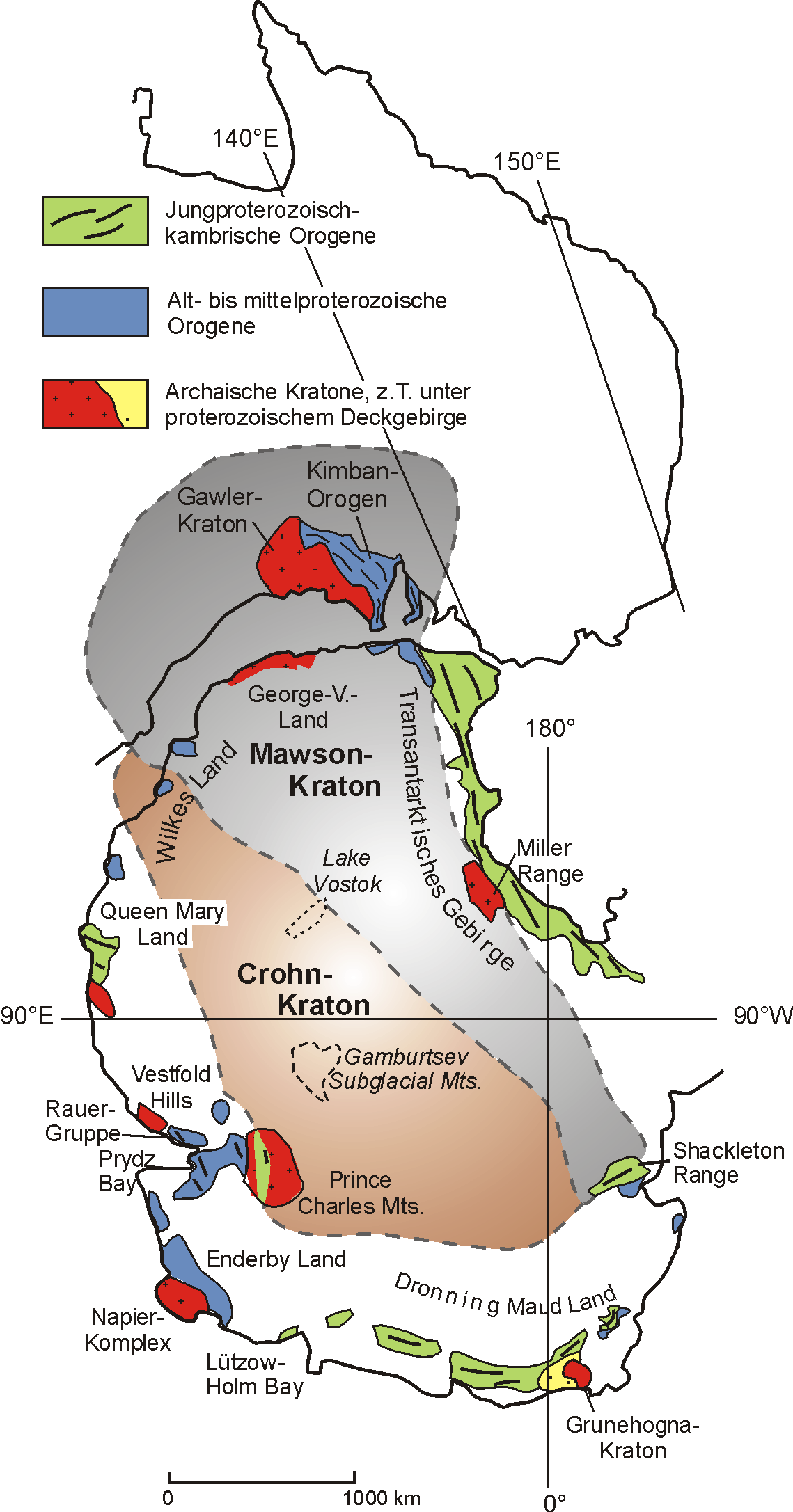
Prinzipdarstellung des Mawson-Kratons mit dem australischen Gawler-Kraton, dem blau markierten Terre Adélie-Kraton und der Miller Range
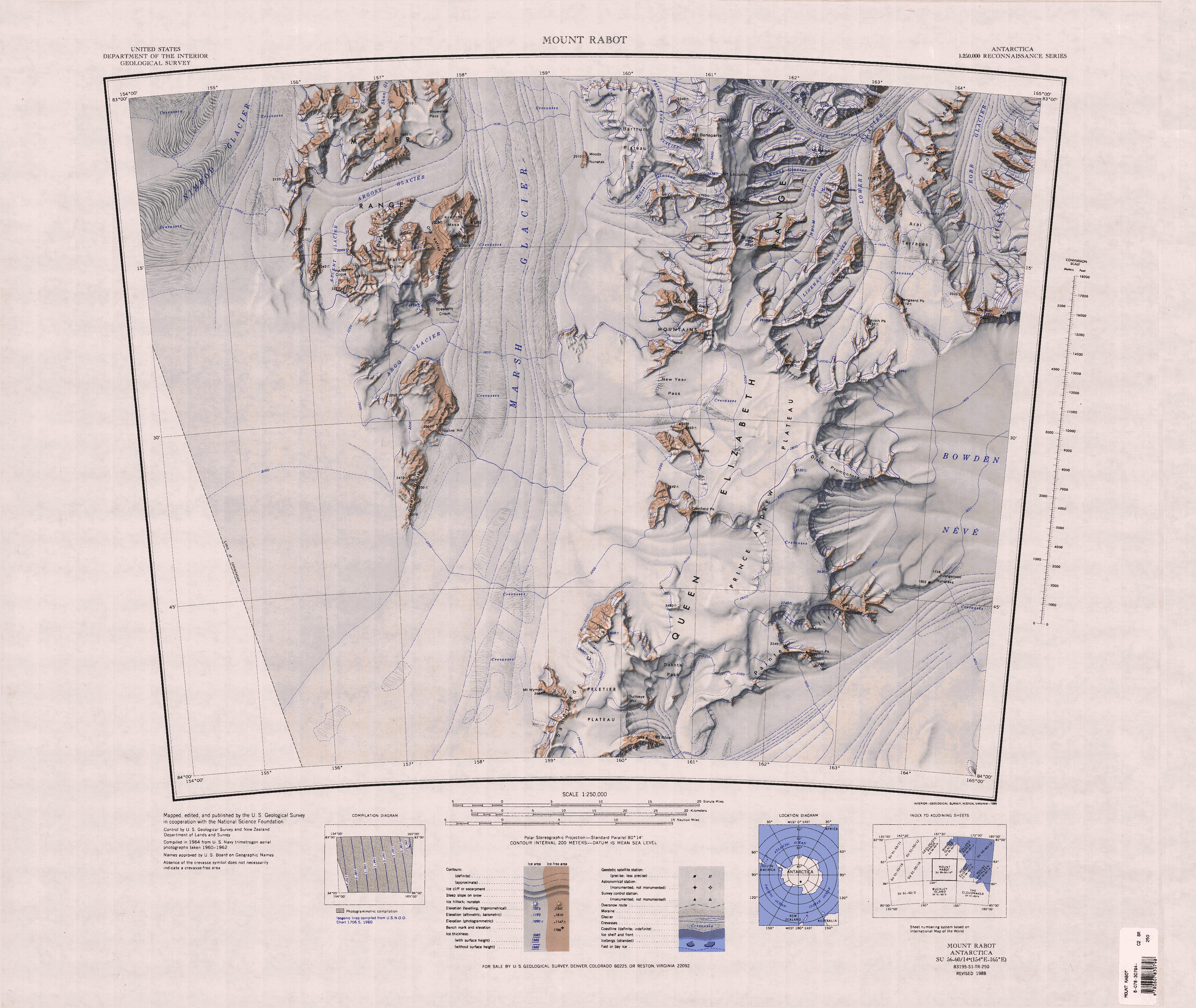
Karte der Miller Range westlich vom Marsh-Gletscher und östlich davon die Queen Elizabeth Range
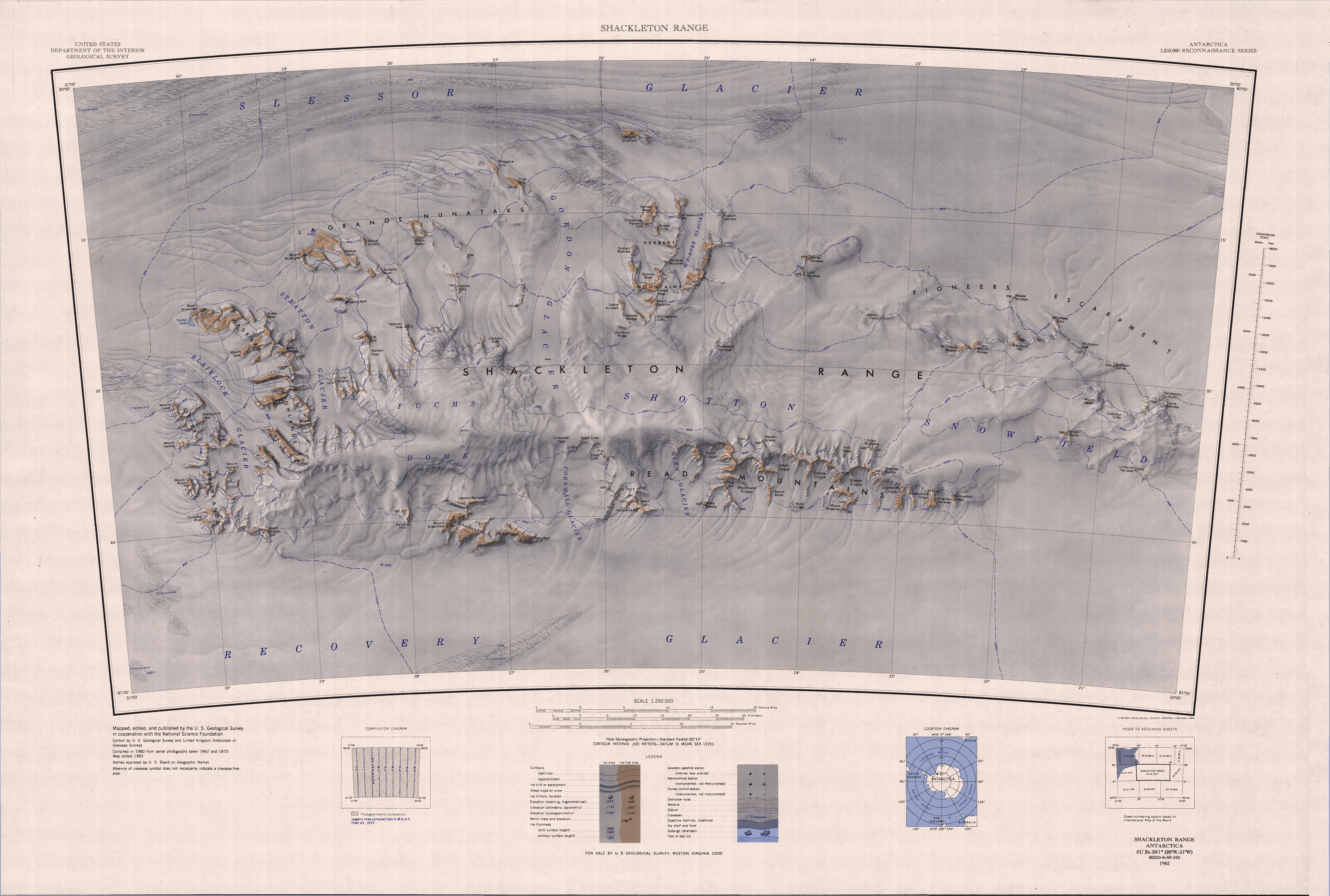
Karte der Shackleton Range

Während der Nimrod-Orogenese kollidierte der hypothetische Beardmore-Mikrokontinent mit dem östlichen Rand des Mawson-Kratons. Der Beardmore-Mikrokontinent bildete einen schmalen durchgehenden terranen Streifen, der sich entlang des heutigen Transantarktischen Gebirge bis zum nordöstlichen Rand Ostantarktikas erstreckte. Er ist nicht mehr erhalten, jedoch kommen in der Beardmore Group der Miller Range Sedimente vor, die 2800 mya und 1900 bis 1400 mya alt sind, und von unterschiedlichen kontinentalen Rändern entlang eines Grabenbruchs stammten. Zwischen dem ostantarktischen Grundgebirge und dem Beardmore-Mikrokontinent wurde die Miller Range und die Shackleton Range eingeklemmt und deren Grundgebirge tief greifend tektonisch überarbeitet und metamorph überprägt.

## Gesteine und Metamorphosen
Die Nimrod-Orogenese stellt ein bedeutendes Ereignis da, bei dem hochgradige Deformationen, Metamorphosen und Krustenverdickungen zwischen 1730 und 1720 mya auftraten. Sie ist das älteste registrierte orogene Ereignis Ostantarktikas. Belege finden sich u. a. in Zirkonen von magmatischen Protolithen (Ausgangsgesteinen) archaischer Gneise. Sie zeigen metamorphe Überprägungen zwischen 1730 und 1720 mya. Deformierter Granodiorit, der in die Gneise und assoziierten Metasedimentgesteine intrudierte, weist ein Kristallisationsalter um 1730 mya auf. Ein in den Gneisen eingeschalteter Eklogitblock erfuhr um 1720 mya eine metamorphe Umkristallisation. Eklogite entstehen typischerweise entlang von Subduktionszonen. Die metamorphe Überprägung der Gneise und Glimmerschiefer erreicht regional von oberer Amphibolit-Fazies über Granulit-Fazies bis hin zu Eklogit-Fazies.